# Livio Ghioni
Livio Ghioni (Cormano, 10 aprile 1938 – Cormano, 28 agosto 2010) è stato un allenatore di calcio e calciatore italiano, di ruolo difensore.

## Carriera

### Giocatore
Cresciuto nelle giovanili del Milan, con cui vince il Torneo di Viareggio 1957, nel 1957 passa alla Novese; dopo una stagione, nel 1958, passa alla Pro Patria in Serie C e l'anno successivo debutta in Serie B con il Como.
Nel 1960 si trasferisce al Monza, disputando altri sei campionati di Serie B per un totale di 132 presenze, e diventandone il capitano dal 1962 al 1964.

### Allenatore
Come allenatore del Seregno compie un doppio salto di categoria, passando dalla Promozione alla Serie C.

## Palmarès

### Giocatore

#### Competizioni giovanili
- Torneo di Viareggio: 1

Milan: 1957

### Allenatore

#### Competizioni regionali
- Prima Categoria: 1

Seregno: 1966-1967

#### Competizioni nazionali
- Serie D: 1

Seregno: 1968-1969